# Göran Edlind
Göran Vilhelm Edlind, född 18 november 1915 i Katarina församling i Stockholm, död 3 december 1990 i Engelbrekts församling i Stockholm, var en svensk läkare.
Göran Edlind var son till affärsmannen Gösta Edlind och bibliotekarien, filosofie licentiat Maud Rathsman (omgift Arnoldson) samt morbror till Richard Wallensten. Efter studentexamen 1934 följde akademiska studier vid Karolinska Institutet, där han blev medicine kandidat 1937 och medicine licentiat 1944. Han var underläkare vid olika sjukhus i Stockholm 1944–1952 och hade egen allmänmedicinsk praktik i samma stad från 1952, där han var speciellt inriktad på hudsjukdomar.
Parallellt med arbetet på den egna mottagningen hade han under åren ett flertal andra uppdrag. Han var stadsdistriktsläkare i Sofia östra distrikt 1955–1961, industriläkare vid LME:s mätinstrumentfabrik 1945–1960 och vid AB Ulvsunda verkstäder från 1953 samt läkare vid Stiftelsen Blomsterfonden från 1957. Han blev marinläkare av första graden vid Marinläkarkåren 1960, var skolläkare vid Kungliga Sjökrigsskolan (KSS) 1960–1966 och Berga örlogsskolor från 1966.
Han var förste fartygsläkare vid HMS Gotlands långresa till Sydamerika, Västindien och Kanada 1952. Han var ordförande i Svenska militärläkarföreningen 1964–1967.
Göran Edlind gifte sig 1942 med Britt Edlind (1921–2006). De fick tre döttrar, däribland Louise Edlind Friberg.